# Juan Martín Ramos
Juan Martín Ramos (Los Corrales, 6 de enero de 1709-Salamanca, 2 de abril de 1789) fue un compositor y maestro de capilla español.

## Biografía
Juan Martín Ramos pasó toda su vida profesional en la Catedral de Salamanca, comenzando en 1721 como niño de coro bajo el magisterio de Yanguas. A partir de 1724 se educó como organista con Juan Francés de Iribarren (1699-1767), entonces organista de la Catedral de Salamanca, que a su vez había sido discípulo de José de Torres, que luego fue maestro de capilla de la Capilla Real de Madrid.
Con el tiempo, sucedió a su maestro Iribarren como primer organista, época durante la que se presentó a los cargos de maestro de capilla en las catedrales de Zamora y de Santiago de Compostela sin éxito. Debido a las repetidas enfermedades del maestro Yanguas, Martín tuvo que sustituirlo en el cargo en numerosas ocasiones.
En 1754, unos meses después del fallecimiento del maestro Yanguas, consiguió la plaza por oposición. No volvió a buscar el magisterio en otras catedrales, aunque a finales de 1754 le fue ofrecida la de Zamora durante su participación en el tribunal de oposiciones para la maestría de la metropolitana.
Durante su magisterio, educó a Manuel José Doyagüe, el que sería su sucesor en el cargo. También mantuvo contacto con la corte, a donde partió en dos ocasiones para buscar músicos, y con su antiguo maestro Iribarren, que se encontraba en Málaga.
A diferencia de los maestros anteriores, Martín Ramos no consiguió la Cátedra de Música de la Universidad de Salamanca. Es probable fuera la enfermedad de Yanguas, que llevó a distintas personas a sustituirlo en la Universidad y la Catedral. Finalmente se nombró maestro en la Catedral al que ejercía de sustituto y se trató de conseguirle el cargo de catedrático, pero los responsables de la universidad se resistieron y el cargo acabó en Juan Antonio Aragüés.
Falleció en Salamanca en 1789.

## Obra
Juan Martín Ramos es el autor del que se conservan una mayor cantidad de composiciones en el archivo de la Catedral de Salamanca, más de 700 obras. Destacan sus villancicos y cantadas.